# Moartea lui Benito Mussolini
Moartea lui Benito Mussolini, fostul dictator fascist italian, a survenit pe 28 aprilie 1945, în ultimele zile ale celui de al Doilea Război Mondial în Europa, când a fost executat de către italieni comuniști în micul sat Giulino di Mezzegra din nordul Italiei. Versiunea „oficială” a evenimentelor este că Mussolini a fost împușcat de către Walter Audisio⁠(d), un partizan comunist care folosea pseudonimul „Colonelul Valerio”. Cu toate acestea, de la sfârșitul războiului, circumstanțele morții lui Mussolini și identitatea celui care l-a ucis, au fost subiecte de dispută, confuzie și controverse în Italia.
În 1940, Mussolini a implicat Italia în al Doilea Război Mondial de partea Germaniei Naziste, dar în curând a întâmpinat eșecuri militare. Până în toamna anului 1943, el a fost redus la condiția de lider al unui stat-marionetă al Germaniei în Italia de nord, confruntat înaintarea Aliaților dinspre sud și cu un conflict intern din ce în ce mai violent cu partizanii. În aprilie 1945, când Aliații au rupt ultima linie de apărare germană din nordul Italiei și a izbucnit o insurecție generală a partizanilor în orașe, situația lui Mussolini a ajuns imposibilă. Pe 25 aprilie, el a fugit din Milano, unde își avea cartierul general, și a încercat să ajungă la granița cu Elveția. El și amanta sa, Claretta Petacci, au fost capturați pe 27 aprilie de către partizanii locali din apropierea satului Dongo de pe Lacul Como. Mussolini și Petacci au fost împușcați în după-amiaza următoare, ignorȃndu-se cerința Aliaților de a fi arestat, judecat și condamnat, cu două zile înainte de sinuciderea lui Adolf Hitler.
Cadavrele lui Mussolini și Petacci au fost duse la Milano și lăsate într-o piață suburbană, Piazzale Loreto⁠(d), unde o mare mulțime furioasă le-a insultat și abuzat fizic. Ei au fost apoi spânzurați cu capul în jos de o grindă metalică deasupra unei benzinării. Inițial, Mussolini a fost îngropat într-un mormânt nemarcat, dar, în 1946, trupul său a fost dezgropat și furat de susținători fasciști. Patru luni mai târziu, acesta a fost recuperat de către autoritățile care apoi l-au ținut ascuns pentru următorii unsprezece ani. În cele din urmă, în 1957, s-a permis înhumarea rămășițelor sale în cripta familiei Mussolini din orașul său natal, Predappio. Mormântul său a devenit un loc de pelerinaj pentru neo-fasciști și comemorarea morții sale este marcată de mitinguri neo-fasciste.
În anii de după război, versiunea „oficială” a morții lui Mussolini a fost pusă la îndoială în Italia (dar, în general, nu la nivel internațional) într-un mod care a atras comparația cu teoriile conspirației de pe marginea asasinării lui John F. Kennedy. Jurnaliști, politicieni și istorici care se îndoiau de veridicitatea relatării lui Audisio, au prezentat o mare varietate de teorii și speculații despre cum ar fi murit Mussolini și cine ar fi fost responsabil. În diferite momente, s-a afirmat că cel puțin douăsprezece persoane diferite ar fi fost cei care l-au ucis. Între acestea s-au numărat Luigi Longo și Sandro Pertini , care ulterior au devenit secretar-general al Partidului Comunist Italian și, respectiv, președinte al Italiei. Mai mulți autori cred că moartea lui Mussolini a survenit în urma unei operațiuni a forțelor speciale britanice. Scopul acestei operațiuni ar fi fost obținerea de „acorduri secrete” compromițătoare și a unei presupuse corespondențe cu Winston Churchill pe care Mussolini ar fi purtat-o puțin înainte și la momentul capturării sale. Cu toate acestea, explicația „oficială”, cu Audisio drept călău al lui Mussolini, rămâne cea mai credibilă relatare.

## Evenimentele anterioare

### Context

Republica Socială Italiană: dec. 1943, verde închis și deschis; sept. 1944, doar cu verde închis.

Mussolini a condus Italia ca lider fascist din anul 1922 (și ca dictator cu titlul de "Il Duce" din 1925) și a implicat țara în al Doilea Război Mondial pe partea Germaniei Naziste în iunie 1940. După invazia Aliaților din Sicilia , în iulie 1943, Mussolini a fost demis și arestat; Italia a schimbat apoi tabăra și s-a alăturat Aliaților. Ulterior în același an, el a fost salvat de la închisoare prin raidul de la Gran Sasso de către forțele speciale germane și Hitler l-a instalat ca lider al Republicii Sociale Italiene, un stat-marionetă al Germaniei, care a funcționat în Italia de nord, cu capitala în orașul Salò din apropierea Lacului Garda. Până în 1944, „Republica de la Salò”, așa cum a ajuns să fie numită, a fost amenințată nu numai de către Aliații care înaintau dinspre sud, ci și pe plan intern de către partizanii anti-fasciști italieni, într-un conflict brutal, care avea să devină cunoscut drept Războiul Civil Italian⁠(d).
Încet-încet, înaintând de-a lungul peninsulei Italice, Aliații au cucerit Roma și apoi Florența în vara anului 1944 și, mai târziu în același an, au început înaintarea în nordul Italiei. După prăbușirea definitivă⁠(d) împotriva Liniei Gotice⁠(d) a armatei germane în aprilie 1945, înfrângerea totală a Republicii de la Salò și a protectorilor ei germani a devenit iminentă.
De la mijlocul lunii aprilie, Mussolini și-a mutat cartierul general la Milano, el și guvernul său avându-și sediul la Prefectura orașului. La sfârșitul lunii, conducerea partizanilor, Comitato di Liberazione Nazionale Alta Italia⁠(d) (CLNAI), a declarat insurecția generală în principalele orașe din nord după retragerea forțelor germane. După ce CLNAI a preluat controlul în Milano și cum armata germană din nordul Italiei era pe cale să capituleze, Mussolini a fugit din oraș pe 25 aprilie și a încercat să meargă spre nord în Elveția.
În aceeași zi în care Mussolini pleca din Milano, CNLAI declara:
„Membrii guvernului fascist și acei lideri fasciști care se fac vinovați de suprimarea garanțiilor constituționale, care au distrus libertățile oamenilor, care au creat regimul fascist, au compromis și au trădat țara, aducând-o la actuala catastrofă vor fi pedepsiți cu moartea.”—CLNAI,  Decret emis la 25 aprilie 1945

### Capturarea și arestarea

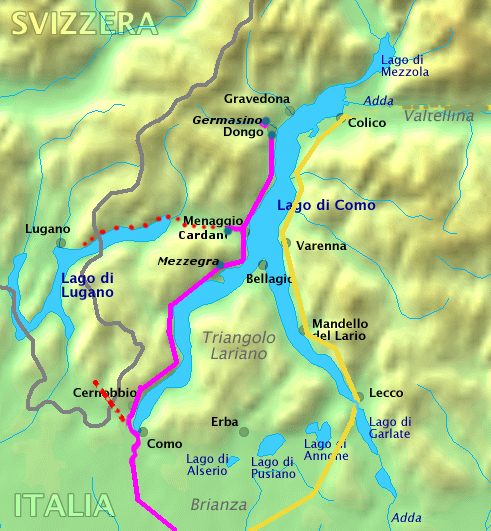
Ruta lui Mussolini (cu roz) în jurul Lacului Como, după fuga din Milano

Pe 27 aprilie 1945, Mussolini și amanta lui, Claretta Petacci, împreună cu alți lideri fasciști, mergeau într-un convoi german pe lângă satul Dongo de pe malul de nord-vest al Lacului Como. Un grup de partizani comuniști localnici în frunte cu Pier Luigi Bellini delle Stelle⁠(d) și Urbano Lazzaro⁠(d) a atacat convoiul și l-a forțat să se oprească. Partizanii au recunoscut în convoi pe unul din liderii fasciști italieni, dar încă nu pe Mussolini, și au negociat cu germanii să le fie predați toți italienii, pentru ca germanii să fie în schimb lăsați să treacă. În cele din urmă Mussolini a fost descoperit stând aplecat într-unul vehiculele din convoi. Lazzaro a spus mai târziu că:
fața lui era ca de ceară și privirea îi era rece, dar cumva oarbă. Am citit totală epuizare, dar nu frică... Mussolini părea complet lipsit de voință, mort spiritualmente.
Partizanii l-au arestat pe Mussolini și l-au dus la Dongo, unde a fost interogat la primărie, apoi (separat de Claretta Petacci, care a rămas în Dongo) dus la „Caserma della Guardia di Finanza“ (secția poliției financiare) din Germasino (azi parte a noii comune Gravedona ed Uniti). 
În total, peste cincizeci de lideri fasciști și familiile lor au fost găsiți în convoi și arestați de partizani. În afară de Mussolini și Petacci, șaisprezece dintre cei mai importanți dintre ei aveau să fie împușcați sumar⁠(d) în Dongo în ziua următoare și încă zece aveau să fi uciși în cele două nopți care au urmat.

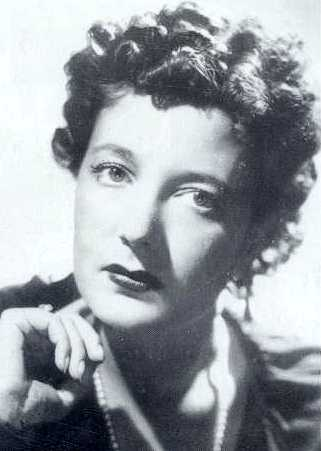
Claretta Petacci, amanta lui Mussolini, a fost capturată și executată împreună cu el.

Luptele erau încă în desfășurare în zona din jurul satului Dongo. Temându-se că Mussolini și Petacci ar putea fi salvați de către susținătorii fasciștilor, partizanii i-au condus, în miez de noapte (27 spre 28 aprilie 1945), la o fermă din apropiere, a unei familii de țărani pe nume "De Maria" (azi „Casa Del Portico“, Via Del Riale 8, Bonzanigo-Mezzegra-Tremezzina); ei credeau că acesta ar fi fost un loc unde prizonierii lor ar putea fi ținuți în siguranță. Mussolini și Petacci și-au petrecut acolo restul nopții. Vecina și martora oculară Dorina Mazzola a relatat după război că cei doi ar fi fost uciși de partizani în dimineața zilei de 28 aprilie 1945, în curtea acestei ferme, nu lȃngă Villa Belmonte.

În seara zilei capturării lui Mussolini, Sandro Pertini, lider al partizanilor socialiști din nordul Italiei, a anunțat la Radio Milano:
Căpetenia acestei adunături de delincvenți, Mussolini, galben de ranchiună și de frică, a fost arestat încercând să treacă frontiera elvețiană. El trebuie să fie predat unui tribunal al poporului care să-l judece rapid. Ne dorim acest lucru, chiar dacă noi credem că un pluton de execuție este o onoare prea mare pentru acest om. El ar merita să fie omorât ca un câine turbat.

### Ordinul de execuție
Există diferite relatări despre persoanele care au luat decizia ca Mussolini să fie executat. Palmiro Togliatti, secretarul-general al Partidului Comunist, a susținut că el a ordonat executarea lui Mussolini înainte de capturarea sa. Togliatti a spus că a făcut acest lucru printr-un mesaj radio pe 26 aprilie 1945, cu cuvintele: „un singur lucru este necesar pentru a decide că ei [Mussolini și alți lideri fasciști] trebuie să plătească cu viața: chestiunea identității lor”. El a susținut și că a dat ordinul în calitate de viceprim-ministru al guvernului de la Roma și ca lider al Partidului Comunist. Ivanoe Bonomi, prim-ministrul, a negat mai târziu că aceste cuvinte ar fi fost spuse cu acordul sau în numele guvernului său. Un lider comunist din Milano, Luigi Longo, a declarat că ordinul ar fi venit de la comandamentul general al unităților militare de partizani „pentru aplicarea unei hotărâri a CLNAI”. Longo a spus apoi altă poveste: că, atunci când el și Fermo Solari, un membru al Partidului Acțiunii⁠(d) (care făcea parte din CLNAI), a auzit vestea prinderii lui Mussolini, imediat au fost de acord ca el să fie executat sumar, iar Longo a dat ordinul.

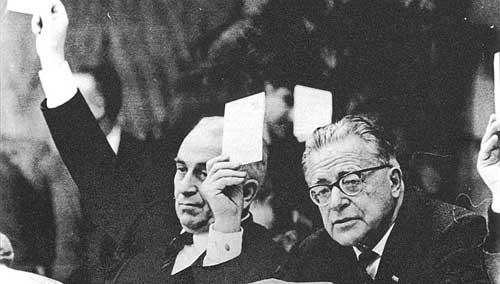
Luigi Longo (stânga) și Palmiro Togliatti la un congres al Partidului Comunist după război.

Conform lui Leo Valiani, reprezentantul Partidului Acțiunii în CLNAI, decizia de a-l executa Mussolini a fost luată în noaptea de 27/28 aprilie, de către un grup care acționa în numele CLNAI format din el însuși, Sandro Pertini, și comuniștii Emilio Sereni și Luigi Longo. CLNAI a anunțat, ulterior, a doua zi după moartea lui Mussolini, că acesta a fost executat la ordinele sale.
În orice caz, Longo a instruit un partizan comunist de la Comandamentul General, pe Walter Audisio⁠(d), să meargă imediat la Dongo să execute ordinul. Potrivit lui Longo, a făcut-o cu cuvintele: „du-te și împușcă-l”. Longo a cerut ca Audisio să fie însoțit și de un alt partizan, Aldo Lampredi, deoarece, potrivit lui Lampredi, Longo credea că Audisio este „obraznic, prea inflexibil și pripit”.

## Execuția
Deși după război au fost avansate mai multe versiuni contradictorii și teorii despre cum au murit Mussolini și Petacci, relatarea lui Walter Audisio, sau cel puțin componentele sale esențiale, rămân cea mai credibilă versiune, cea denumită uneori în Italia „versiunea oficială”.

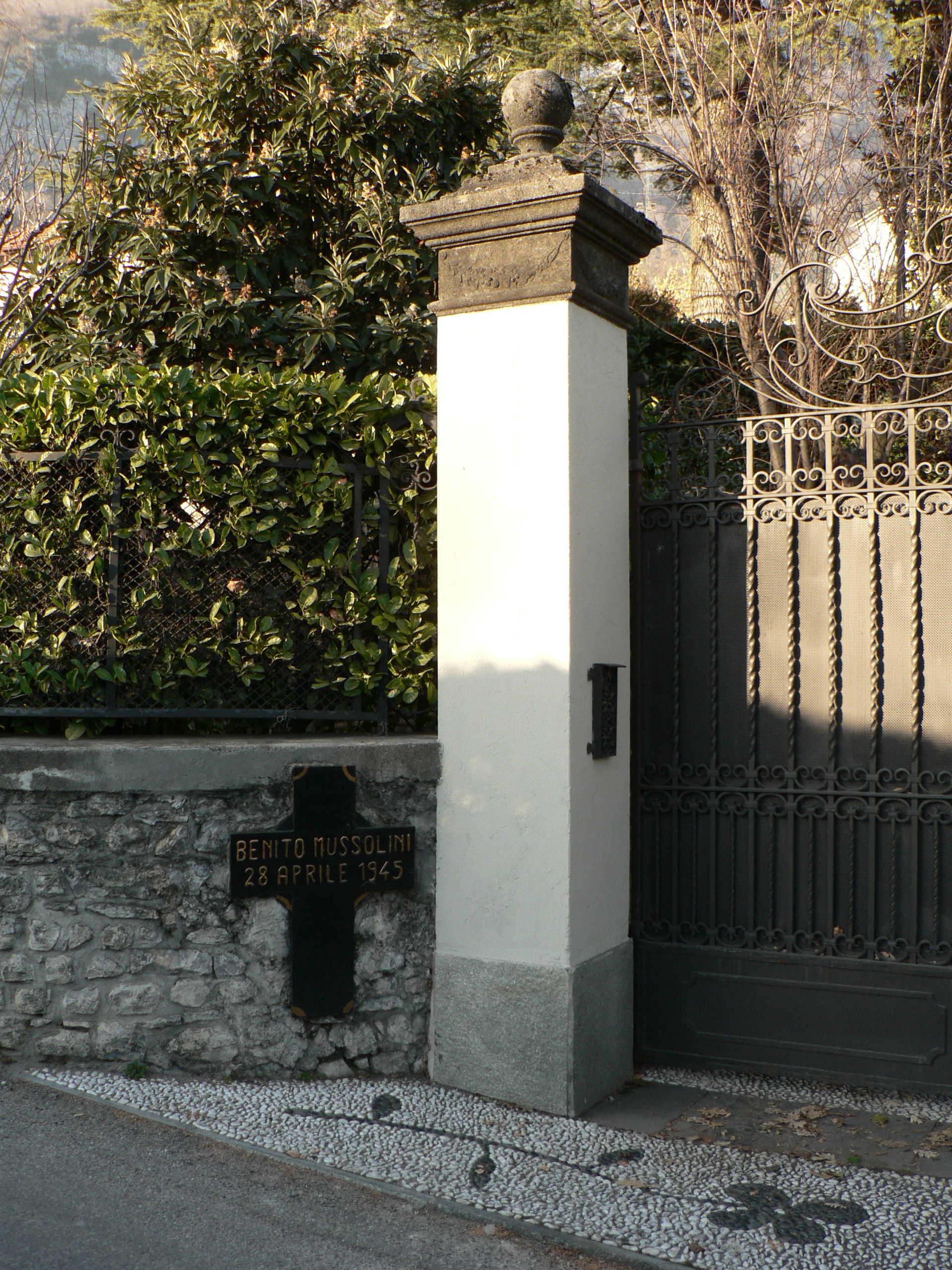
Intrarea in Vila Belmonte. O cruce neagră pe perete a marcat locul execuției (între timp îndepărtată).

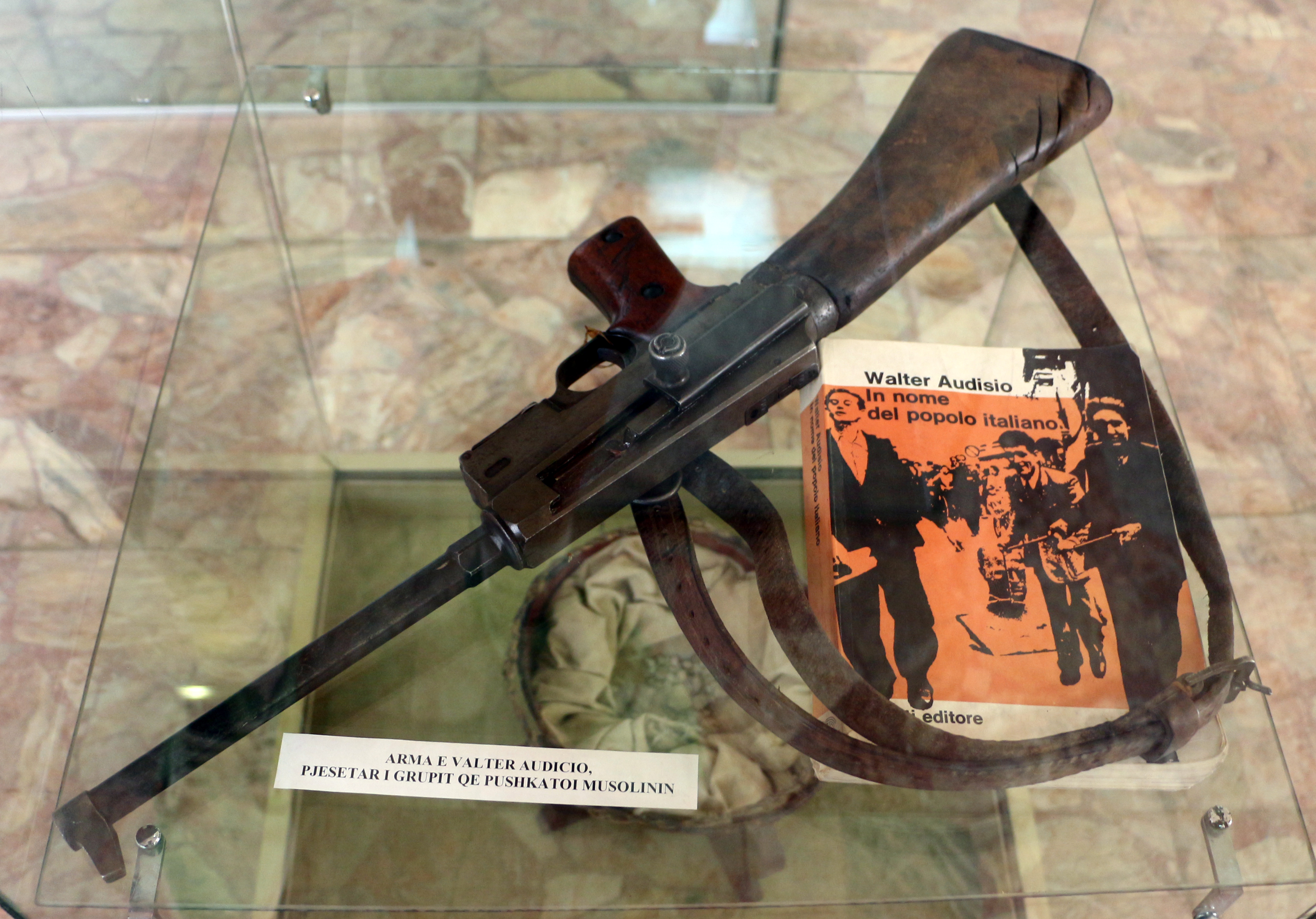
Armă franceză MAS-38 a lui Michele Moretti, despre care s-a afirmat că a fost împușcat Benito Mussolini cu ea

Relatarea a fost în mare parte confirmată de o altă relatare oferită de Aldo Lampredi iar de narațiunea „clasică” a fost stabilită în cărți scrise în anii 1960 de către Bellini delle Stelle și Urbano Lazzaro, precum și de jurnalistul Franco Bandini. Deși detaliile fiecărei relatări variază în unele detalii, acestea sunt coerente în ce privește faptele principale.
Walter Audisio și Lampredi au plecat din Milano către Dongo devreme în dimineața zilei de 28 aprilie, pentru a executa ordinele primite de Audisio de la Longo. La sosirea în Dongo, s-au întâlnit cu Bellini delle Stelle, care era comandantul partizanilor locali, pentru a aranja predarea lui Mussolini. Audisio folosea în timpul misiunii pseudonimul „Colonelul Valerio”. După-amiaza, el, împreună cu alți partizani, între care Aldo Lampredi și Michele Moretti, au mers cu mașina la ferma familiei de Maria să-i ia pe Mussolini și pe Petacci. După ce aceștia au fost luați, au fost conduși cale scurtă până în satul Giulino de Mezzegra. Vehicul a oprit la intrarea în Villa Belmonte pe un drum îngust, cunoscut sub numele de via XXIV maggio; lui Mussolini și lui Petacci li s-a spus să iasă și să stea lângă zidul vilei. Audisio apoi i-a împușcat la ora 4:10 pm cu un pistol mitralieră împrumutat de la Moretti, după ce arma lui s-a blocat.
Există diferențe între relatarea lui Lampredi și cea a lui Audisio. Audisio a descris comportamentul lui Mussolini înainte de moarte ca pe unul laș, pe când Lampredi nu. Audisio a spus că a citit o condamnare la moarte, în timp ce Lampredi a omis acest lucru. Lampredi a spus că ultimele cuvinte ale lui Mussolini au fost „țintește-mă în inimă”. În relatarea lui Audisio, Mussolini nu a spus nimic, înainte sau în timpul execuției.
Există diferențe și față de relatările altor persoane implicate, inclusiv Lazzaro și Bellini delle Stelle. Potrivit acestuia din urmă, când s-a întâlnit cu Audisio în Dongo, Audisio a cerut o listă a prizonierilor fasciști capturați în ziua precedentă și a marcat numele lui Mussolini și Petacci pentru execuție. Bellini delle Stelle a spus că l-a întrebat pe Audisio de ce trebuie executată Petacci. Audisio a răspuns că ea a fost consiliera lui Mussolini, care i-a inspirat politicile și că a fost „la fel de vinovată ca și el”. Potrivit lui Bellini delle Stelle, nu ar fi avut loc alte discuții sau formalități referitoare la decizia de a-i executa.
Audisio a dat o altă relatare. El a susținut că, pe 28 aprilie, a convocat un „tribunal de război” în Dongo, compus din Lampredi, Bellini delle Stelle, Michele Moretti și Lazzaro, cu el însuși ca președinte. Tribunalul i-a condamnat pe Mussolini și Petacci la moarte. Nu au existat obiecții față de vreuna dintre execuțiile propuse. Urbano Lazzaro a negat mai târziu faptul că s-ar fi întrunit un astfel de tribunal, spunând: 
Eram convins că Mussolini își merită moartea...dar ar fi trebuit să fie un proces conform legii. A fost ceva foarte barbar.
Într-o carte pe care a scris-o în anii 1970, Audisio a susținut că decizia de a-l executa pe Mussolini luată la reuniunea de la Dongo de liderii partizanilor pe 28 aprilie a constituit o judecată valabilă a unui tribunal în temeiul Articolului 15 din ordonanța CNLAI privind Constituirea Instanțelor de Război. Cu toate acestea, lipsa unui judecător sau a unui Commissario di Guerra (cum impunea ordonanța) pune la îndoială această afirmație.

## Evenimente ulterioare
În timpul dictaturii sale, reprezentările trupului lui Mussolini — de exemplu poze cu el angajat în muncă fizică, ori cu pieptul gol sau pe jumătate gol — formau o parte centrală a propagandei fasciste. Trupul său a rămas un simbol puternic după moartea lui, fiind venerat de către adepții și tratat cu dispreț de către adversari, întrucât el purta o mai largă semnificație politică.

### Piazzale Loreto

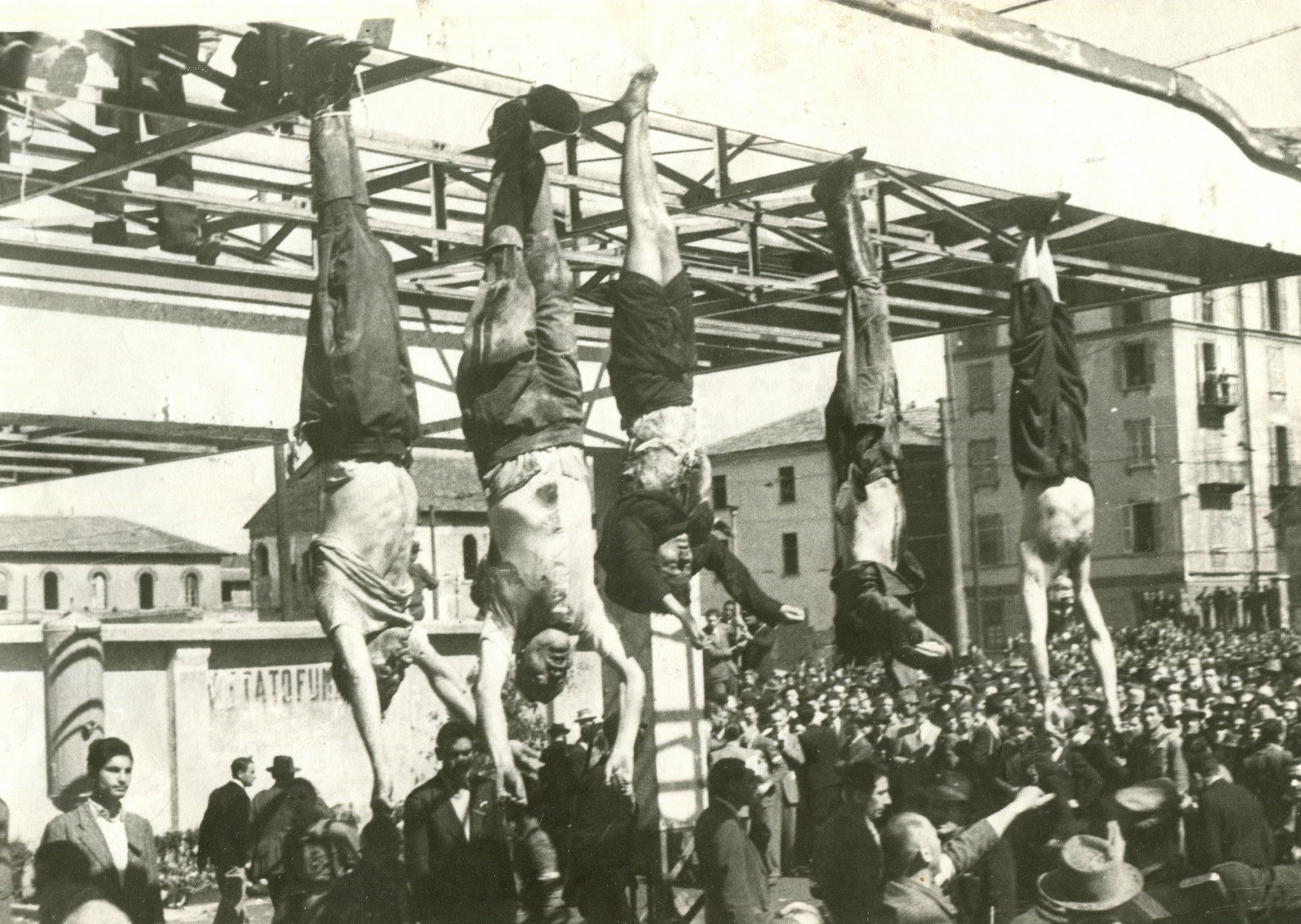
Cadavrul lui Mussolini (al doilea din stânga) alături de al lui Petacci (mijloc) și al altor fasciști executați, în Piazzale Loreto din Milano, 1945

În seara zilei de 28 aprilie, trupurile lui Mussolini, Petacci și ale altor fasciști executați au fost încărcate într-o dubă și transportate către sud la Milano. La sosirea în oraș, în primele ore ale zilei de 29 aprilie, au fost aruncate pe jos în Piazzale Loreto⁠(d), o piață suburbană de lângă gara principală. Alegerea locației nu a fost întâmplătoare. Cincisprezece partizani fuseseră împușcați acolo în august 1944, ca represalii pentru atacurile partizanilor și pentru raidurile de bombardament ale Aliaților, iar trupurile lor au fost apoi lăsate în văzul publicului. La acea dată, Mussolini se spune că ar fi spus „vom plăti scump pentru sânge din Piazzale Loreto”.
Cadavrele au fost lăsate într-o grămadă, și până la orele 9 se adunase o mulțime considerabilă. În cadavre s-a aruncat cu legume, s-a scuipat și s-a urinat pe ele, au fost împușcate și lovite; Mussolini a fost desfigurat de lovituri. Un martor ocular american descria mulțimea ca fiind „sinistră, depravată, scăpată de sub control”. După un timp, cadavrele au fost ridicate pe un eșafodaj din grinzi metalice al unei benzinării Standard Oil, și atârnate cu capul în jos pe cârlige de măcelărie⁠(d). Acest mod de agățare fusese folosit în nordul Italiei încă din Evul Mediu pentru a accentua „infamia” celui spânzurat. Cu toate acestea, motivul dat de către cei implicați în spânzurarea lui Mussolini și a celorlalți în acest mod a fost dorința de a proteja cadavrele de furia mulțimii. Imaginile filmate cu ce s-a întâmplat par să confirme că așa a fost.

### Morga și autopsia

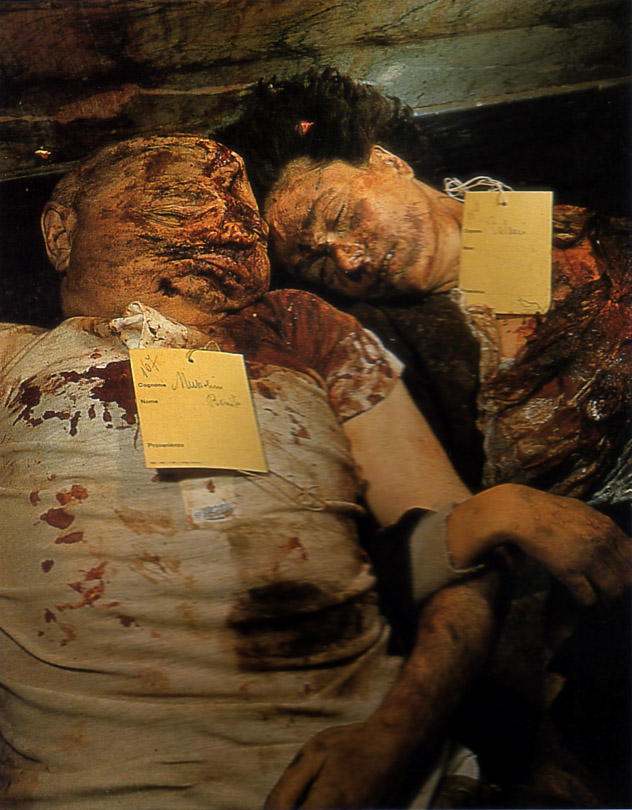
Cadavrele lui Mussolini și Petacci fotografiate de un cameraman al armatei SUA la morga orașului Milano.

Pe la orele 14:00, administrația militară americană, ajunsă în oraș, a dispus coborârea cadavrelor și mutarea lor la morgă pentru efectuarea unei autopsii. Un cameraman al armatei SUA a făcut fotografii ale cadavrelor pentru publicare, inclusiv una cu Mussolini și Petacci poziționați într-o compoziție macabră, ca și cum s-ar ține de braț.
Pe 30 aprilie, a fost efectuată autopsia lui Mussolini la Institutul de Medicină Legală din Milano. O versiune a raportului indica faptul că el a fost împușcat cu nouă gloanțe, în timp ce o altă versiune specifica șapte gloanțe. Patru gloanțe aproape de inimă au fost date drept cauză a decesului. Calibrul gloanțelor nu a fost identificat. S-au prelevat mostre din creierul lui Mussolini și au fost trimise în America pentru analiză. Intenția a fost de a demonstra ipoteza că sifilisul i-ar fi cauzat nebunie, dar analiza nu a relevat nimic în acest sens; nu s-au găsit dovezi de sifilis nici pe corpul său. Nu s-a efectuat nicio autopsie a Clarei Petacci.

### Înhumarea și furtul cadavrului
După moartea lui și expunerea cadavrului său în Milano, Mussolini a fost îngropat într-un mormânt nemarcat în cimitirul Musocco⁠(d), în partea de nord a orașului. În ziua de Paște din 1946, cadavrul lui Mussolini a fost localizat și dezgropat de către un tânăr fascist, Domenico Leccisi, și doi prieteni ai săi. Timp de șaisprezece săptămâni, a fost mutat din loc în loc — printre locurile în care a fost ascuns se numără o vilă, o mănăstire de maici și una de călugări — în timp ce autoritățile îl căutau. În cele din urmă, în luna august, trupul său (cu un picior lipsă) a fost depistat la Mănăstirea Cartusiană din Pavia⁠(d), o mănăstire de călugări nu departe de Milano. Doi călugări franciscani au fost acuzați că l-au ajutat pe Leccisi să ascundă cadavrul.
Autoritățile au aranjat apoi ca trupul să fie ascuns la o mănăstire capucină din orășelul Cerro Maggiore, unde a rămas timp de unsprezece ani. Locul în care se află cadavrul a fost ținut secret chiar față de familia lui Mussolini. Aici a rămas până în mai 1957, când proaspătul prim-ministru, Adone Zoli, a acceptat reînhumarea lui Mussolini în localitatea sa natală, Predappio din Romagna. Susținerea în Parlament a lui Zoli depindea de extrema dreaptă (inclusiv de Leccisi însuși, care acum era deputat din partea unui partid neo-fascist). El chiar era originar din Predappio și o cunoștea bine pe văduva lui Mussolini, Rachele⁠(d).

### Mormântul și comemorările

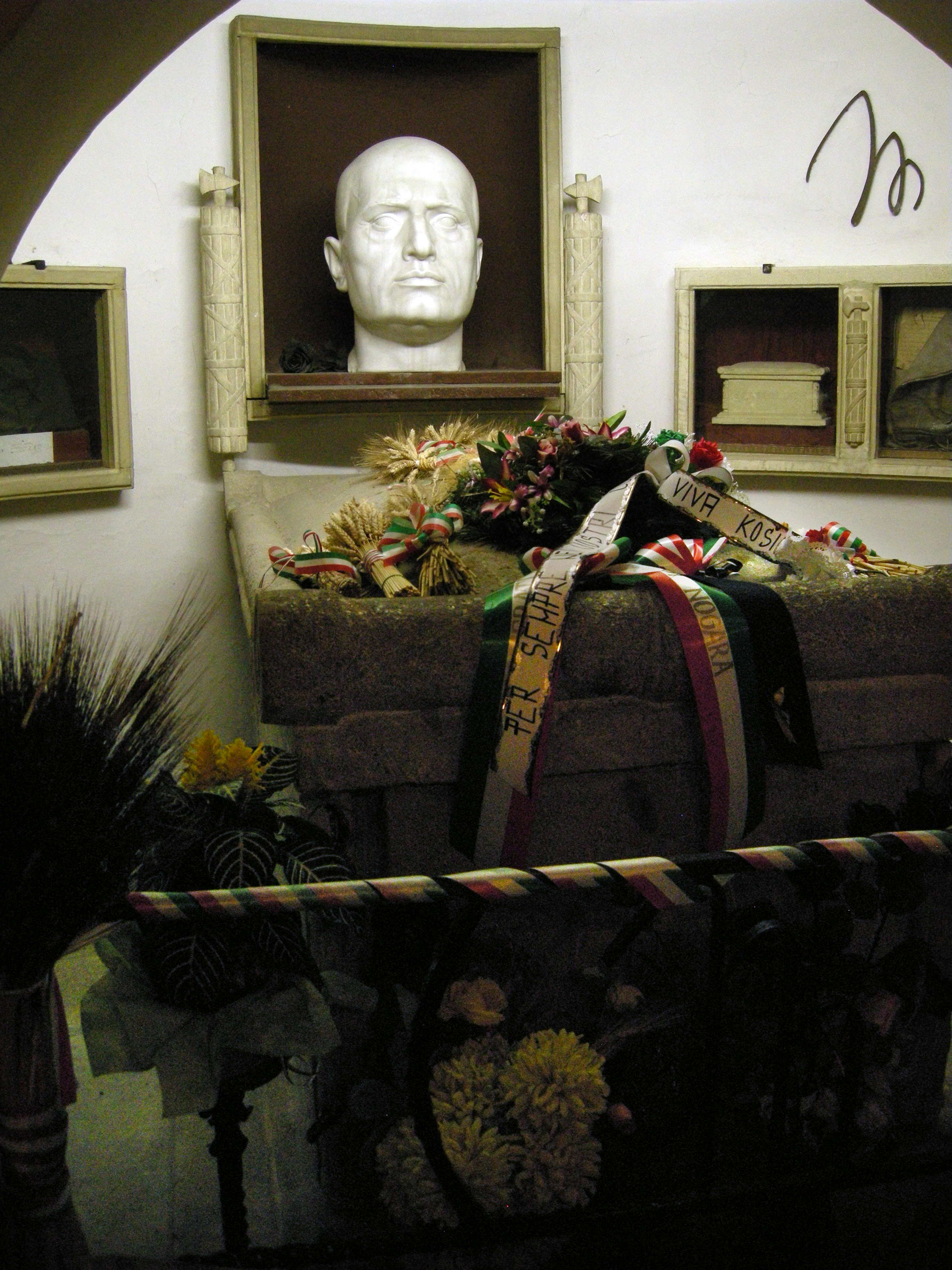
Mormântul lui Mussolini din cripta familiei de la Predappio

Reînhumarea în cripta familiei Mussolini din Predappio a fost efectuată pe 1 septembrie 1957, susținătorii prezenți dându-i salutul fascist. Mussolini a depus într-un sarcofag mare de piatră. Mormântul este decorat cu simboluri fasciste și cu un cap mare de marmură al lui Mussolini. În fața mormântului este un registru pentru omagiile vizitatorilor. Mormântul a devenit un loc de pelerinaj neo-fascist. Numărul semnăturilor din registru variază de la zeci la sute pe zi, cu mii de semnături la anumite aniversări; aproape toate comentariile sunt în favoarea lui Mussolini.
Aniversarea morții lui Mussolini pe 28 aprilie a devenit una din cele trei date pe care susținătorii neo-fasciști le marchează cu mari mitinguri. În Predappio, are loc un marș între centrul orașului și cimitir. Evenimentul, de obicei, atrage mii de susținători și include discursuri, cântece și saluturi fasciste.

## Controverse post-belice
În afara Italiei, versiunea lui Audisio despre execuția lui Mussolini a fost în mare măsură acceptată și necontestată. Cu toate acestea, în Italia, chestiunea a fost subiect de ample dezbateri și dispute de la sfârșitul anilor 1940 până în prezent, și au proliferat o varietate de teorii despre cum a murit Mussolini. Cel puțin 12 persoane diferite au fost identificate în diferite momente ca fiind responsabile pentru execuție. S-au făcut comparații cu teoriile conspirației din jurul asasinării lui John F. Kennedy, moartea lui Mussolini fiind descrisă ca echivalentul italian al acestor speculații.

### Primirea versiunii lui Audisio
Până în 1947, implicarea lui Audisio a fost ținută secretă, și în cele mai vechi descrieri ale evenimentelor (într-o serie de articole din ziarul L'Unità al Partidului Comunist la sfârșitul anului 1945) persoana care a tras asupra lui Mussolini era numită doar „Colonnello Valerio”.
Audisio fost numit pentru prima dată într-o serie de articole din ziarul Il Tempo din martie 1947, iar Partidul Comunist a confirmat ulterior implicarea lui Audisio. Audisio însuși nu a vorbit public despre aceasta până când și-a publicat relatarea sa într-o serie de cinci articole în L'Unità mai târziu în acea lună (și și-a repetat-o într-o carte pe care Audisio a scris-o mai târziu și care a fost publicată în 1975, la doi ani după moartea sa). Au mai fost publicate și alte versiuni ale relatării, inclusiv, în anii 1960, două cărți care au stabilit relatarea „clasică” a morții lui Mussolini: Dongo, la fine di Mussolini de Lazzaro și Bellini delle Stelle, și Le ultime 95 ore di Mussolini scrisă de jurnalistul Franco Bandini.
În scurt timp, s-a constatat că există neconcordanțe între povestea originară publicată de Audisio în L'Unità, versiunile ulterioare furnizate de el și versiunile evenimentelor oferite de către alții. Deși relatarea sa este, cel mai probabil, construită în jurul faptelor, la ea s-au adăugat cu siguranță înflorituri. Discrepanțele și exagerările evidente, împreună cu convingerea că membrii Partidului Comunist îl aleseseră pe el să-și asume responsabilitatea doar pentru că aceasta slujea propriilor lor scopuri politice, au condus pe unele persoane din Italia să creadă că povestea lui ar fost în întregime sau în mare parte neadevărată.
În 1996, a apărut în L'Unità o relatare privată inedită, scrisă în 1972 de către Aldo Lampredi pentru arhivele Partidului Comunist. În ea, Lampredi confirma faptele-cheie din relatarea lui Audisio, dar fără înflorituri. Lampredi a fost, fără îndoială, martor ocular și, deoarece el și-a pregătit relatarea pentru arhivele private ale Partidului Comunist – și nu pentru publicare – percepția a fost că el nu avea nicio motivație să nu spună adevărul. În plus, el avea o reputație de om de încredere și de cuvânt; se știa și că lui personal îi displăcea Audisio. Pentru toate aceste motive, a fost considerat foarte semnificativ faptul că el a confirmat în linii mari relatarea lui Audisio. După ce a fost publicată relatarea lui Lampredi, cei mai mulți comentatori, dar nu toți, s-au convins de veridicitatea ei. Istoricul Giorgio Bocca a comentat că ea „a măturat toate romanele proaste construite timp de peste 50 de ani de la sfârșitul Ducelui fascismului ... Nu exista nicio posibilitate ca numeroasele versiuni ridicole avansate în toți acești ani să fie adevărate ... Adevărul este acum neîndoielnic”.

### Afirmațiile lui Lazzaro
În cartea lui din 1993 Dongo: o jumătate de secol de minciuni, liderul de partizani Urbano Lazzaro repetă o afirmație pe care o mai făcuse anterior, cum că Luigi Longo, și nu Audisio, ar fi fost „Colonnello Valerio”. El a susținut și că Mussolini ar fi fost rănit din greșeală mai devreme în acea zi, când Petacci ar fi încercat să ia arma unuia dintre partizani, care i-ar fi ucis pe Petacci și pe Michele Moretti, după care l-ar fi împușcat mortal de Mussolini.

### „Ipoteza britanică”
Au mai existat unele afirmații cum că unitatea britanică de operațiuni secrete din timpul războiului, Special Operations Executive (SOE), ar fi fost responsabilă pentru moartea lui Mussolini, și că aceasta ar fi fost comandată de către prim-ministrul britanic, Winston Churchill. S-a afirmat că ea ar fi făcut parte dintr-o „mușamalizare” prin preluarea unor „acorduri secrete” și a unei corespondențe compromițătoare între cei doi, pe care Mussolini ar fi transportat-o atunci când a fost capturat de partizani. Se spune că corespondența includea oferte de pace din partea lui Churchill, și concesii teritoriale în schimbul ajutorului lui Mussolini în a-l convinge pe Hitler să se alăture Aliaților occidentali într-o alianță împotriva Uniunii Sovietice. Printre susținătorii acestei teorii s-au numărat istorici precum Renzo De Felice,⁠(d) și Pierre Milza⁠(d) și jurnaliști, între care Peter Tompkins⁠(d) și Luciano Garibaldi; cu toate acestea, teoria a fost respinsă de mulți alții.

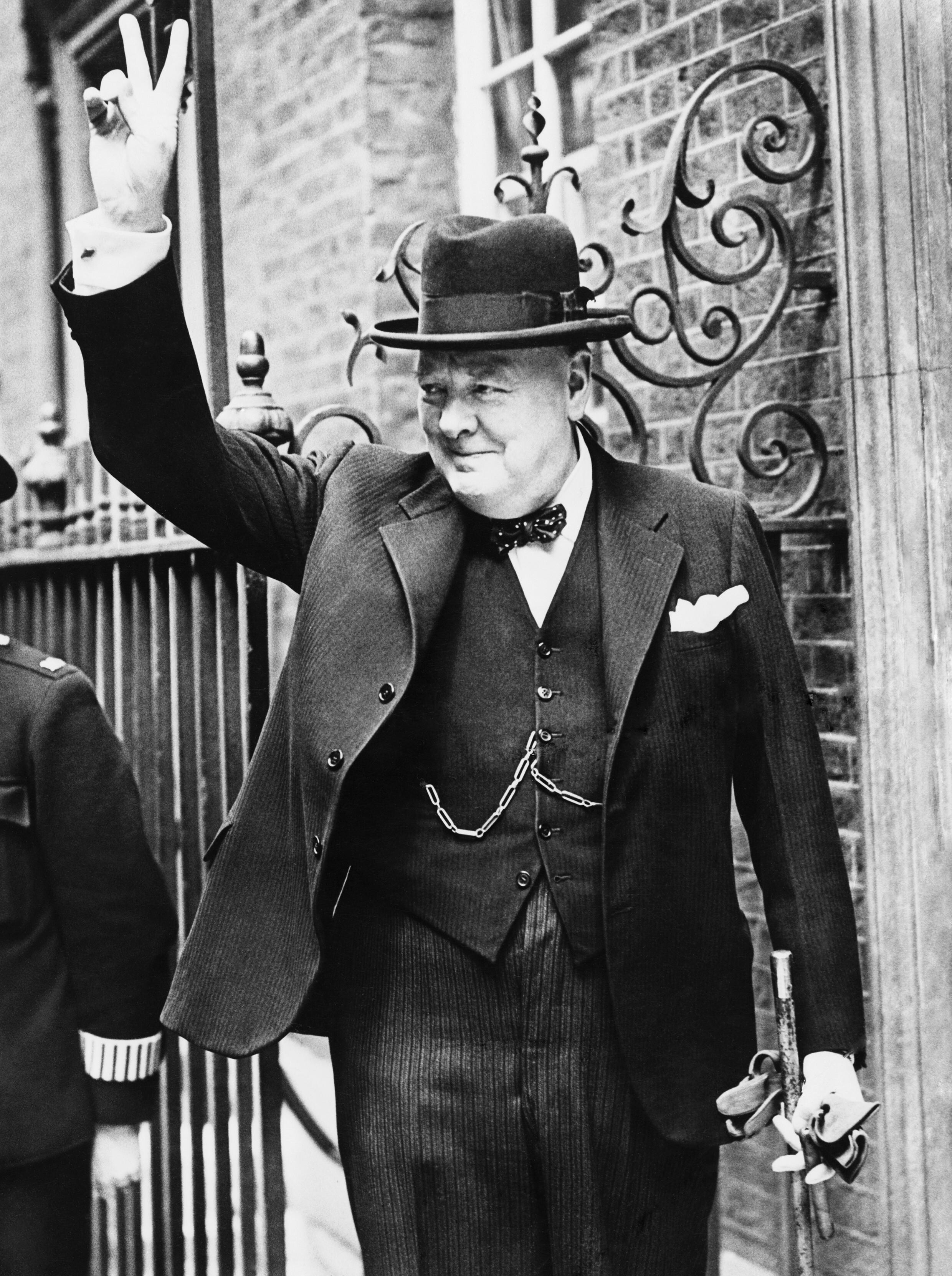
Winston Churchill în 1940.

În 1994, Bruno Lonati, un fost lider partizan, a publicat o carte în care a pretins că el l-ar fi împușcat pe Mussolini și că a fost însoțit în misiunea sa de către un ofițer al armatei britanice, numit „John”, care ar fi împușcat-o pe Petacci. Jurnalistul Peter Tompkins a susținut că a stabilit că „John” ar fi fost Robert Maccarrone, un agent al SOE britanic, de origine siciliană. Potrivit lui Lonati, el și „John” ar fi mers la ferma de Maria în dimineața zilei de 28 aprilie și i-ar fi ucis pe Mussolini și Petacci, la orele 11:00. În 2004, postul național italian de televiziune, RAI, a difuzat un documentar co-produs de Tompkins, în care era avansată teoria aceasta. Lonati a fost intervievat pentru documentar și a susținut că atunci când a ajuns la fermă:
Petacci era așezată pe pat și Mussolini stătea în picioare. „John” m-a luat afară și mi-a spus că ordinele sale erau să-i elimine pe amândoi, pentru că Petacci știa multe. Am spus că nu pot s-o împușc pe Petacci, așa că John a spus că o va împușca el însuși, spunând destul de clar că Mussolini trebuie, totuși, să fie ucis de un italian.
Apoi ei i-ar fi luat din casă și, la colțul unei alei din apropiere, i-ar fi pus cu spatele la un gard și i-ar fi împușcat. Documentarul cuprindea un interviu cu Dorina Mazzola, care a spus că mama ei a văzut evenimentul. De asemenea, ea a spus că ea însăși a auzit focurile de armă și că „s-a uitat la ceas, era aproape 11”. Documentarul a continuat să susțină că împușcăturile de mai târziu de la Villa Belmonte, au fost organizate ca parte a unei „mușamalizări”.
Teoria a fost criticată pentru lipsa oricărei dovezi serioase, în special pe existența corespondenței cu Churchill. Comentând în 2004 pe tema documentarului de televiziune de la RAI, Christopher Woods, cercetător al istoriei oficiale a SOE, a respins aceste afirmații, spunând că „e doar dragoste de teorii ale conspirației”.

### Alte teorii
Unii, între care cel mai persistent este jurnalistul Giorgio Pisanò, au susținut că Mussolini și Petacci ar fi fost împușcați mai devreme în aceeași zi în apropierea fermei de Maria și că execuția de la Giulino de Mezzegra ar fost organizată cu cadavre. Primul care a avansat o astfel de idee a fost Franco Bandini în 1978.
Printre alte teorii s-au numărat și acuzații nu numai că Luigi Longo, ulterior lider al Partidului Comunist în Italia postbelică, ci și Sandro Pertini, viitor președinte al Italiei, ar fi participat la execuție. Alții au susținut că Mussolini (sau Mussolini și Petacci împreună) s-ar fi sinucis cu cianură.